# Victor Debeney
Pour les articles homonymes, voir Debeney.
Victor Debeney (Marie Cyrille Victor Debeney, 26 avril 1891, Bourg-en-Bresse (Ain) - 1er mars 1956, Paris) est un général de division français de la Seconde Guerre mondiale. Il fut le chef du secrétariat du maréchal Pétain d'août 1944 à avril 1945.

## Biographie
Il est le fils du général Marie-Eugène Debeney (1856-1943) qui s'illustra pendant la Première Guerre mondiale. Engagé volontaire en 1910, il passe caporal l'année suivante puis est admis à Saint-Cyr d'où il sort sous-lieutenant en juillet 1913 et est affecté au 25e bataillon de chasseurs. Jeune officier, il est grièvement blessé lors du même conflit, le 23 septembre 1914, y perdant un bras. 
Au début de la Seconde Guerre mondiale, il est colonel, commandant le 129e régiment d'infanterie. Devenu général de brigade, il prend le commandement le 1er juin 1940  de la 238e division d'infanterie légère qui vient d'être constituée au sein de la 6e armée de réserve et stationnée près d'Arc-en-Barrois. L'unité est dissoute fin juin 1940. 
Il est directeur des services de l'armistice, du 16 avril 1943 au 18 août 1944, au sein du régime de Vichy, puis chef du secrétariat général du maréchal Pétain, remplaçant le commandant Tracou. Il l'accompagne quelques jours plus tard à Sigmaringen en Allemagne puis retourne en France avec lui, le 26 avril 1945, et est écroué à la prison de Fresnes. Il est l'un des 18 officiers supérieurs à témoigner à décharge au procès du maréchal Pétain en août 1945. Inculpé d'atteinte à la sûreté de l'État devant la Haute Cour de justice, Victor Debeney bénéficie d'un non-lieu pour faits de résistance. Il est rayé des cadres de l'armée le 8 mars 1946. Il meurt à son domicile de l'avenue du Docteur-Brouardel dans le 7e arrondissement de Paris en mars 1956, à 64 ans.

## Distinctions
- Commandeur de la Légion d'honneur (31 décembre 1939)[1].
- Croix de guerre 1914–1918